# La Troisième Fille (téléfilm)
Pour le roman, voir La Troisième Fille.
La Troisième Fille (Third Girl) est un téléfilm britannique de la série télévisée Hercule Poirot, réalisé par Dan Reed, sur un scénario de Peter Flannery (en), d'après le roman La Troisième Fille (1966) d'Agatha Christie.
Ce téléfilm, qui constitue le 60e épisode de la série, a été diffusé pour la première fois au Royaume-Uni le 28 septembre 2008 sur le réseau d'ITV et en France le 22 juillet 2009 sur TMC.

## Résumé

### Mise en place de l'intrigue
Norma Restarick rend visite à Hercule Poirot pour lui demander de l'aide : elle pense avoir commis un meurtre. Mais finalement elle juge Poirot trop vieux pour résoudre l'énigme et s'enfuit. Piqué au vif, celui-ci décide d'enquêter et il a la surprise de voir que la voisine de Norma n'est autre que son amie écrivain Ariadne Oliver. Celle-ci l'aide alors à résoudre le meurtre de l'ancienne nounou de Norma.

### Dénouement et révélations finales
En fin de roman, Poirot révèle les identités des deux coupables : Frances Cary et Robert Orwell. Poirot va découvrir peu à peu qu'il y a à la fois une imposture et un assassinat: l'homme qui se prétend le père de Norma est un imposteur souhaitant hériter de la fortune familiale de Norma. Son vrai père est mort en Afrique du Sud, personne n'aurait pu le reconnaître sauf la Nannie. La meurtrière qui s'applique à rendre folle la pauvre Norma n'est autre que sa colocataire, Frances. Celle-ci est en fait la demi-soeur illégitime de Norma, elle aussi veut hériter de la fortune. Le faux père et la demi-soeur ont donc des intérêts communs. Avec le concours de la police  Poirot va faire croire que Norma s'est suicidée pour éviter une autre tentative de meurtre. Sont donc hors de cause le vieil oncle et sa jeune épouse ainsi que le fringant amoureux de Norma.

## Fiche technique
- Titre français : La Troisième Fille
- Titre original : Third Girl
- Réalisation : Dan Reed
- Scénario : Peter Flannery (en), d'après le roman La Troisième Fille (1966) d'Agatha Christie
- Décors : Jeff Tessler
- Costumes : Andrea Galer
- Photographie : Paul Bond
- Montage : Lois Bygrave
- Musique originale : Stephen McKeon
- Casting : Susie Parriss
- Production : Karen Thrussell
  - Production déléguée : Julie Burnell, Rebecca Eaton, Michele Buck, Phil Clymer et Damien Timmer
  - Production associé : David Suchet
- Sociétés de production : Granada, WGBH Boston et Agatha Christie Ltd.
- Durée : 100 minutes
- Pays d'origine :  Royaume-Uni
- Langue originale : Anglais
- Genre : Policier
- Ordre dans la série : 60e - (3e épisode de la saison 11)
- Premières diffusions :
  -  Royaume-Uni : 28 septembre 2008 sur le réseau d'ITV
  -  Canada : 31 mai 2009 sur Radio-Canada
  -  France : 22 juillet 2009 sur TMC

## Distribution
- David Suchet (VF : Roger Carel) : Hercule Poirot
- Zoë Wanamaker (VF : Christine Delaroche) : Ariadne Oliver
- David Yelland : George le valet
- Jemima Rooper (VF : Barbara Beretta) : Norma Restarick
- Clemency Burton-Hill : Claudia Reece-Holland
- Matilda Sturridge (VF : Armelle Gallaud) : Frances Cary
- Tom Mison (VF : Cédric Dumond) : David Baker
- John Warnaby : Inspecteur Nelson
- Caroline O'Neill : Lavinia Seagram, la nounou
- James Wilby (VF : Mathieu Buscatto) : Andrew Restarick
- Peter Bowles : Sir Roderick Horsfield
- Lucy Liemann (VF : Nathalie Duverne) : Sonia
- Tim Stern : Alf Renny
- Simon Hill : le contrôleur du bus
- Tessa Bell-Briggs : Daphne, la serveuse
- Ysobel Gonzalez : l'infirmière
- Sean Kingsley : un policier
- Jade Longley : Norma Restarick (jeune)
- Juliet Howland : Mary Restarick
- Haydn Gwynne : Miss Battersby
- X : Robert Orwell

Source doublage: RS Doublage